# دیسمبریستس
دیسمبریستس (انگلیسی: The Decemberists) گروه ایندی راک آمریکایی است که سال ۲۰۰۰ در پورتلند، اورگن آمریکا شکل گرفت.
این گروه علاوه بر استفاده از تمهای تاریخی و فولکلور در ترانه‌ها، به خاطر اجراهای زندهٔ هوشمندانه شناخته‌شده است.

## نگارخانه

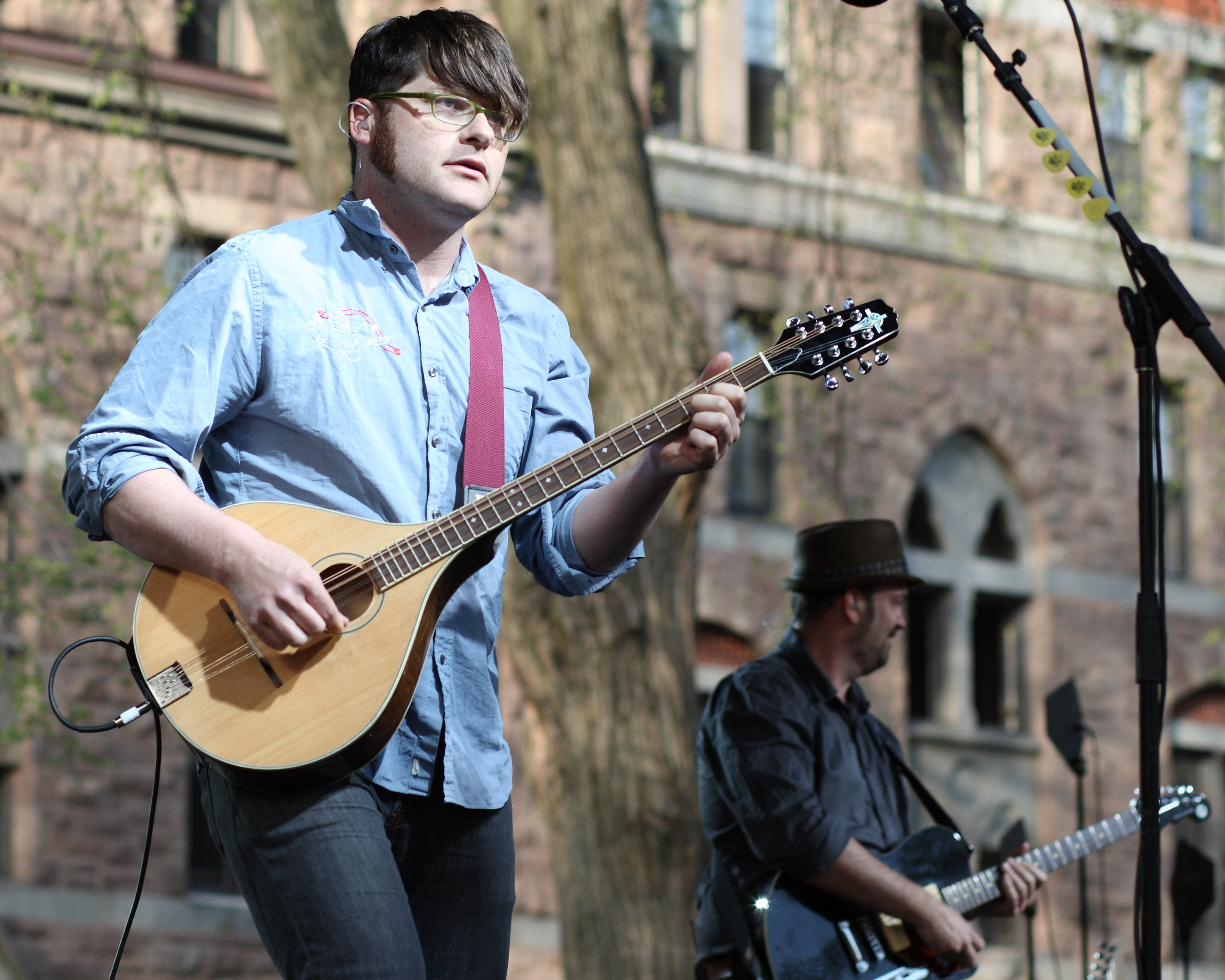
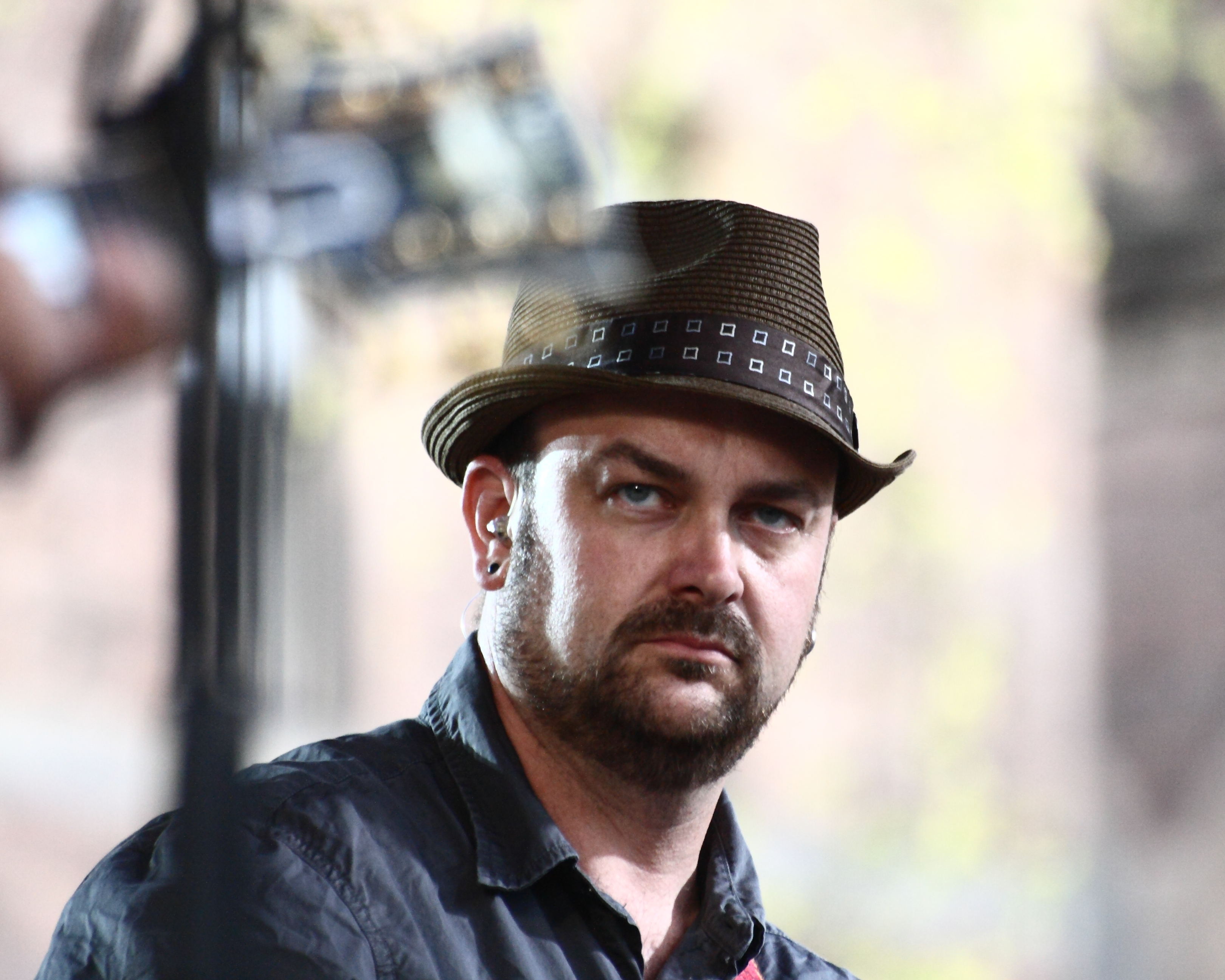
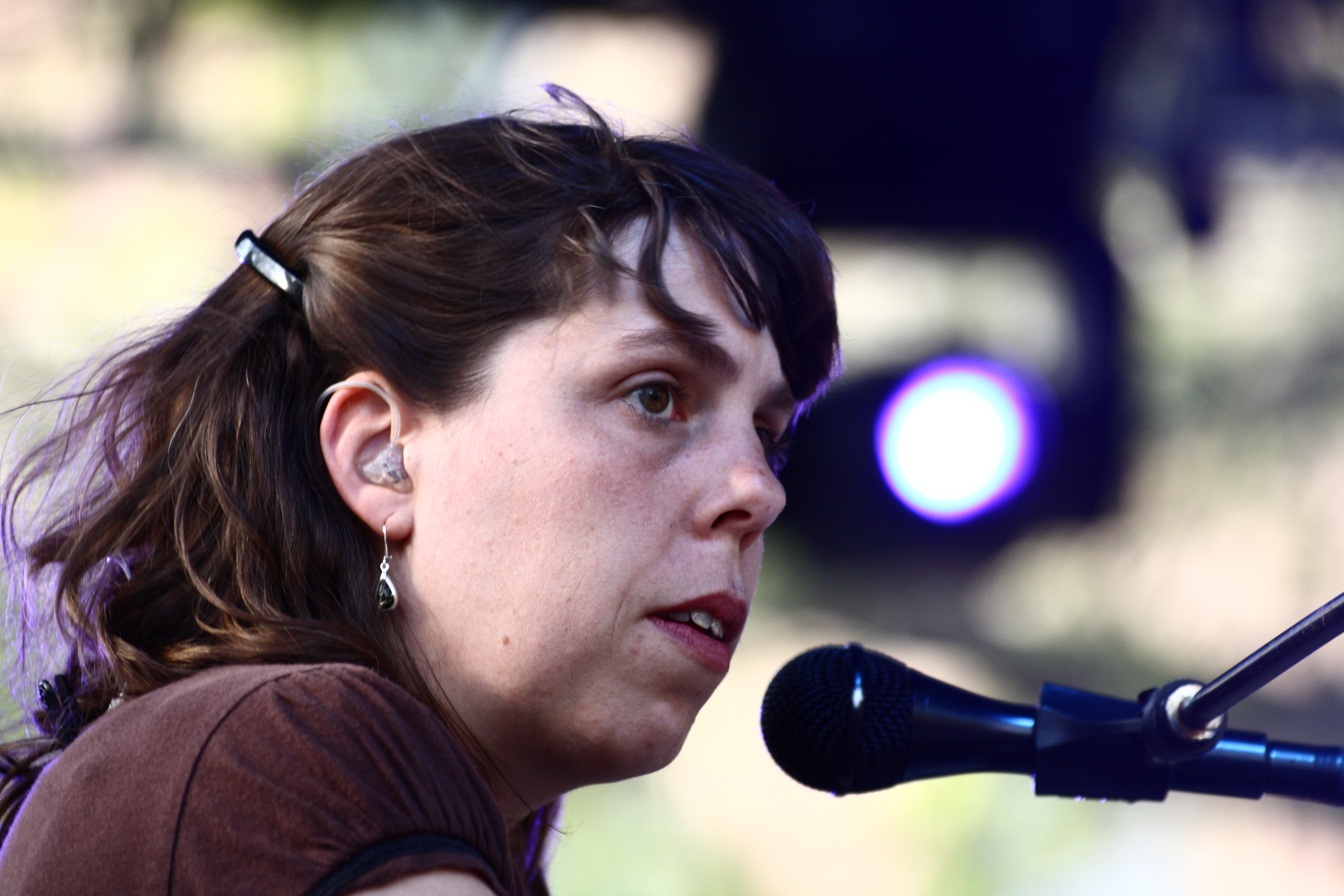
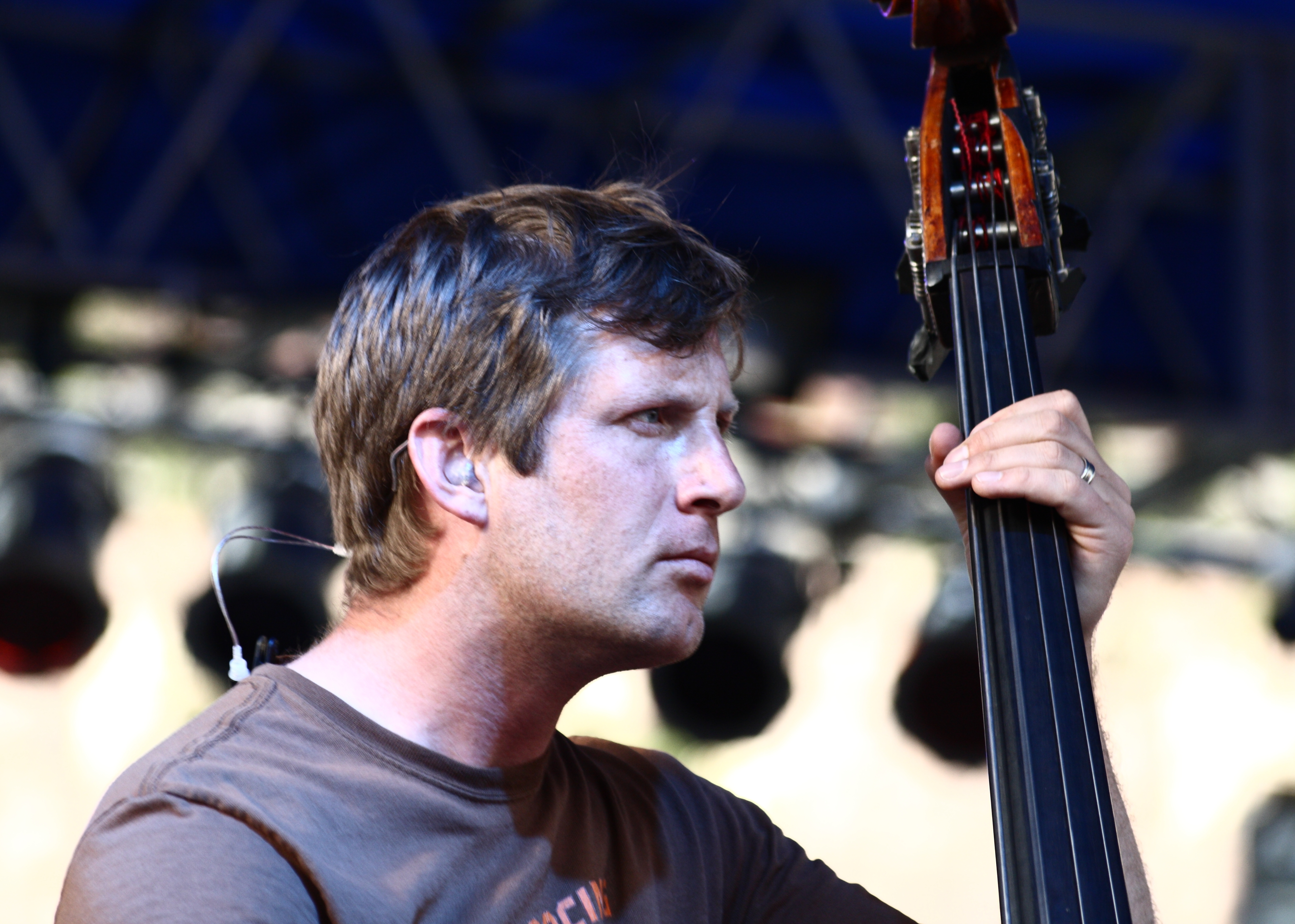
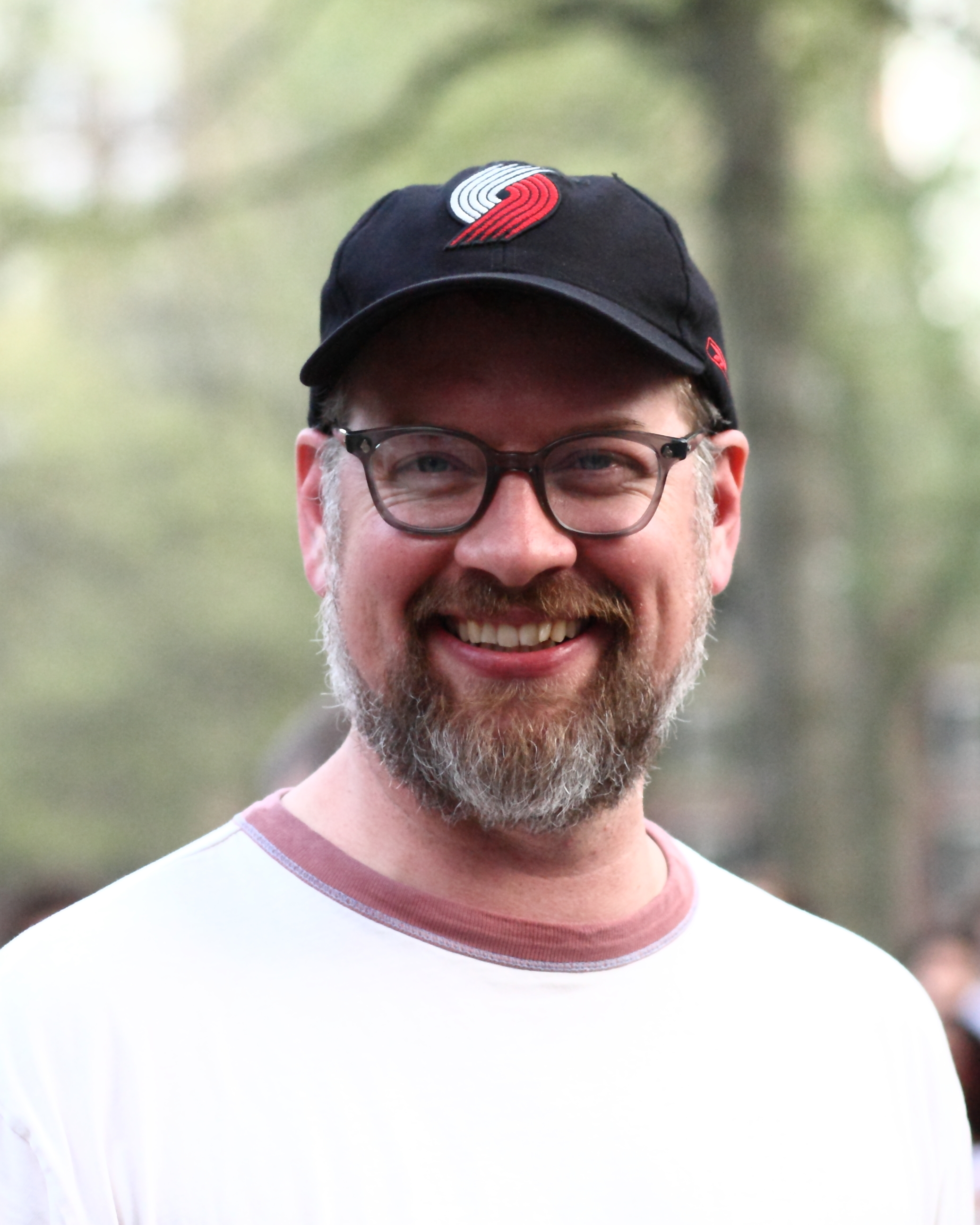